# Castillo de Novigrad
El castillo de Novigrad, llamado localmente «Fortica», es un castillo en ruinas situado en la cima de una colina sobre el pueblo de Novigrad en el condado de Zadar, Croacia.

## Historia
Se considera que durante la Edad del Bronce, existía un castro liburnio en el sitio del castillo actual. La zona fue conquistada posteriormente por los romanos y pasó a formar parte de su estado, hasta la caída del Imperio romano en 476. Posteriormente estuvo bajo el control de los ostrogodos, hasta la reconquista del emperador bizantino Justiniano I. Tras la paz de Aquisgrán de 812, el lugar quedó bajo el control de los croatas, quienes lo convirtieron en un lugar de importancia estratégica.
El castillo se construyó en 1220 reconstruyendo una antigua fortificación romana, por lo que el complejo recibió el nombre de «Castrum novum» o «Novigrad» (Castillo nuevo). A finales de 1282, Juraj Gusić Kurjaković, conde de Krbava, erigió nuevas fortificaciones y reforzó el castillo a fondo. Su propósito era proteger sus posesiones en los alrededores de Novigrad. Durante las luchas de poder feudal de finales del siglo XIV, conocidas como "El movimiento anticortesano" , en 1386 la soberana húngaro-croata María y su madre Isabel de Bosnia fueron encarceladas en el castillo. Isabel fue finalmente estrangulada por sus captores. Para 1409, la zona pasó a formar parte de la República de Venecia. Los venecianos construyeron fortificaciones adicionales. Durante el gobierno veneciano, el castillo fue utilizado como residencia del gobernador veneciano (provveditore). Durante la guerra de Creta, el Imperio otomano logró capturar brevemente el castillo de Novigrad, solo para ser reclamado nuevamente por los venecianos en 1647. El dominio veneciano sobre esta área continuó hasta el final de la República en 1797.
Durante la guerra croata de independencia, la zona más amplia de Novigrad fue ferozmente disputada durante la Operación Maslenica en enero y febrero de 1993. El 7º Cuerpo de Dalmacia del Norte del SVK reforzado por los guardias voluntarios serbios de élite (Tigres de Arkan) libró feroces batallas contra las brigadas de guardias croatas y las unidades de operaciones especiales, con serbios rompiendo las líneas croatas solo para ser repelidos por contraataques croatas.